# منتخب فنزويلا لكرة الطائرة للرجال
منتخب فنزويلا الوطني لكرة الطائرة للرجال (بالإسبانية: Selección masculina de voleibol de Venezuela)‏ هو ممثل فنزويلا الرسمي في المنافسات الدولية في كرة طائرة في فئة كرة الطائرة للرجال.